# Gneu Corneli Cos (tribú 406 aC)
Gneu Corneli Cos (en llatí: Cnaeus Cornelius P. F. A. N. Cossus) va ser un militar romà. Era fill de Publi Corneli Cos, tribú l'any 415 aC.
Va ser nomanat tribú amb potestat consolar el 406 aC. Se li va encarregar la defensa de la ciutat mentre els seus col·legues van dirigir la guerra contra Veïs. va ser una altra vegada tribú amb potestat consolar l'any 404 aC i per tercera vegada el 401 aC. En aquest darrer any va devastar el territori dels capenats, però aquestos no li van voler presentar batalla. Va aprovar el pagament d'un tercer stipendium pels cavallers que no havien rebut un cavall de l'estat, i se suposava que va donar suport al seu parent (germanastre o cosí) Publi Licini Calb, que era plebeu, per ser tribú amb potestat consolar l'any 400 aC.